# 大人の階段 駆けおりない?
「大人の階段 駆けおりない?」（おとなのかいだん かけおりない、英題：Welcome to Wonderland）は、松室政哉の2作目のデジタルシングル。

## 解説
- 1stデジタルシングル「衝動のファンファーレ」から約4年ぶりのリリース。
- ジャケットのアートワークは、写真家の酒井貴弘が担当。

## 収録曲
1. 大人の階段 駆けおりない?
  - 作詞：松室政哉、金木和也／作曲：松室政哉／編曲：Shin Sakiura